# 天主教伊維薩教區
天主教伊維薩教區（拉丁語：Dioecesis Ebusitana）是羅馬天主教一個教區，位於西班牙巴利阿里群島，包括教座所在的伊維薩島和福門特拉島。教區屬巴倫西亞總教區。
截至2007年，教區在當地118,013人口中有教友110,000人（佔轄區總人口93.2%）、25個堂區、35名司鐸、5名修士和56名修女。教區主教現時出缺。
於1782年4月30日成立，1851年被撤銷。宗座署理區於1927年設立，教區於1949年恢復。